# Beatriz Morales-Nin
Beatriz Morales-Nin es una ecóloga marina experta en peces y en gestión sostenible de recursos pesqueros reconocida internacionalmente. Actualmente es profesora de investigación en el Instituto Mediterráneo de Estudios Avanzados. Es la mayor experta española en estudios de esclerocronología (datación de la edad y de la composición química de tejidos calcificados). Su principal campo de investigación son los otolitos de peces.

## Biografía
Estudió en la Escuela Montessori y en el Instituto de Enseñanza media Montserrat de Barcelona Archivado el 26 de marzo de 2020 en Wayback Machine.. Inició los estudios de Biología en el año 1970 en la Universidad de Barcelona, donde se graduó en el año 1978. Es madre de 3 hijos nacidos entre 1972 y 1980. Se doctoró en la misma Universidad en el año 1984. Consiguió la plaza de Científica Titular en el Instituto de Ciencias del Mar (ICM) en el año 1986, y posteriormente, en el año 1989 solicitó el traslado a Mallorca, al Instituto Mediterráneo de Estudios Avanzados (IMEDEA), donde trabajan otras reconocidas investigadores como Anna Traveset Vilagines. Fue directora de este instituto durante 10 años (2008 - 2016) y actualmente es Profesora de Investigación del Consejo Superior de Investigaciones Científicas (CSIC) en este mismo instituto.
Ha sido la primera mujer gestora del Plan Nacional de Ciencia y Tecnología Marina, y coordinadora de una gran red de órganos financiadores de investigación Europeos y de varios proyectos europeos.

## Investigación
Durante su carrera profesional ha publicado más de 250 artículos revisados por pares, siete libros y diecinueve capítulos de libros. Ha participado en numerosas campañas desde los trópicos a la Antártida. Sus estudios sobre los otolitos de peces han generado información importante para la gestión pesquera, estudiando tanto aspectos muy especializados y locales (como la determinación de la edad de los peces) como estudios más holísticos sobre cambios en los ecosistemas debidos al cambio climático.
En colaboración con el Laboratorio de Investigaciones Marinas y Acuicultura (LIMIA) ha estudiado el impacto de la pesca artesanal sobre los fondos y las especies marinas a través de diferentes dispositivos para reducir el impacto de las redes de trasmallo.
Actualmente está estudiando la identificación de los stocks pesqueros a través de la microquímica de los otolitos y la gestión de las pesquerías costeras recreacionales.

## Premios
- Galardonada con el “Premio Océanos 2020”-categoría individual- por la Sociedad Atlántica de los Oceanógrafos,[7] en reconocimiento a su contribución a las ciencias marinas, así como por su labor de educación y concienciación por la protección del mar.[8][9]
- Galardonada por su carrera científica en el “6th International Otolith Symposium”, celebrado en Keelung, Taiwán (2018).[10]

## Obra destacada

### Libros
- 1992. Determinación del crecimiento de peces óseos en base a la microestructura de los otolitos (Roma, Italia : Organización de las Naciones Unidas para la Agricultura y la Alimentación, Documento técnico de pesca)[11]
- 2019. Handbook of fish age estimation protocols and validation methods Archivado el 5 de diciembre de 2020 en Wayback Machine.. ICES Cooperative Research Repport
- 2020. La pesca recreativa, del ocio a la economía. Un libro de divulgación sobre la pesca recreativa ofreciendo un conocimiento actualizado sobre su evolución, prácticas y situación actual.[12]